# برونو فرانشيسكيتي
برونو فرانشيسكيتي (من مواليد 30 أبريل 1941) هو لاعب جمباز إيطالي، تنافس في دورة الألعاب الأولمبية الصيفية 1964 ودورة الألعاب الأولمبية الصيفية 1968 في جميع أحداث الجمباز الفني وانتهى بالمركزين الرابع والثاني عشر مع الفريق الإيطالي على التوالي. كانت أفضل نتيجة فردية له هي المركز 36 على حصان الحلق في عام 1968. فاز فرانشيسكيتي بميدالية ذهبية مع المنتخب الإيطالي في ألعاب البحر الأبيض المتوسط عام 1967.
بعد تقاعده من المسابقات، عمل كمدرب للجمباز، ومن ضمنهم متدربيه جوري كيكي.